# Гомес, Роберт
Ро́берт Го́мес (Robert Gomez) — американский музыкант, автор-исполнитель, гитарист из Дентона, штат Техас.

## Биография и творчество
Дебютный альбом Etherville он выпустил самостоятельно в 2005 году, после чего подписал контракт с британским рекорд-лейблом Bella Union, который издал диск Brand New Towns в 2007 году. Второй альбом получил в целом положительные отзывы в британской прессе, в том числе в The Guardian, The Sunday Times и The Independent. Энди Гилл из The Independent поставил альбому 5 из 5 звёзд, назвав его «первым поистине сильным альбомом года». В том же году состоялось выступление Гомеса в студии программы World Cafe, выходящей на сайте NPR. В журнале Nylon Гомес был отмечен наряду с другими местными исполнителями, такими как St. Vincent, Midlake и Baptist Generals. Третья работа Гомеса Pine Sticks and Phosphorus вышла в 2009 году на дентонском лейбле Nova Posta Vinyl. В настоящее время он записывает пластинку под названием Severance Songs, вдохновлённую книгой Severance Роберта Олена Батлера. Помимо сольных концертов Гомес выступал с такими музыкантами, как Сара Джаффе, Джон Грант и Анна-Линн Уильямс.